# Словеначка народна странка
Не треба мешати са историјском Словеначком народном странком (1892—1941).
Словеначка народна странка (словен. Slovenska ljudska stranka) је десна, конзервативна демохришћанска политичка партија у Словенији. Њен председник је Франц Богович.
Основана је 12. маја 1988. под називом Словеначки сељачки савез (Slovenska kmečka sveza, SKZ). Године 1989. се прикључила коалицији ДЕМОС, а наредне године преименовала у Словеначки сељачки савез — народну странку те након избора ступила у прву вишестраначку владу у Словенији. Године 1992. је поновно променила име у Словеначка народна странка, с циљем да очува традицију предратне Словеначке народне странке.
Године 2000. су у редове СНС прешли Словеначки хришћански демократи. Нешто касније се дио чланова одвојио и формирао нову странку под именом Нова Словенија.
Од 2004. учествује у коалицији премијера Јанеза Јанше.
На последњим парламентарним изборима 2011. године, СНС је освојила 6,83% гласова односно 6 од 90 посланичких места у парламенту.
Чланица је Европске народне партије.

## Изборни резултати
Заступљеност у парламенту: